# 小行星11067
小行星11067（11067 Greenancy）是一颗绕太阳运转的小行星，为主小行星带小行星。该小行星于1992年2月25日发现。

## 轨道参数
小行星11067的轨道半长轴为2.9663031 UA，离心率为0.094。